# 歷史語言學
歷史語言學（英語：historical linguistics），或稱歷時語言學（diachronic linguistics），主要研究语言在一定的时间跨度内所经历的种种变化。该方法和共时语言学相对。
歷史語言學主要關注以下幾個課題：
1. 對所觀察的特定語言的變化進行描述和解釋。
2. 重構語言的史前史，並確定她們之間的親緣關係，將她們按親疏遠近歸派到相應的分群中。（比較語言學）
3. 闡述有關語言變化的成因及方式的普遍原理。
4. 描述語言社群（Speech communities）的相關歷史。
5. 研究詞彙的歷史，即語源學。

## 歷史發展
西方現代歷史語言學始於18世紀晚期，由語文學（philology）發展而來，而傳統的語文學是專注於鑽研古代文章典籍，以復古爲終極理想的學問。
最初的歷史語言學是比較語言學的基石，是語言重建的主要方法。當時學者們所關注的主要是對語言譜系的梳理和原始語言的重建，所採用的是比較法和內部重建。當時的研究焦點是印歐語系的研究，該語系中許多語言都具有相當悠久的文字史；與此同時，學者們也開始研究書寫文獻相對較少的烏拉爾語系。以此爲契機，對歐洲以外的語言的比較工作也大幅展開，如南島語系、美洲原住民語言各語系等。而比較語言學亦轉變為歷史語言學廣闊領域中一個分支。現在對印歐語系的比較研究已高度專門化，對所屬諸語後續演進的多項研究特別是對其中規範化現代變體的研究已經取得了成功。
而有一些學者也進行建立超語系的相關嘗試，如囊括印歐語系、烏拉爾語系及其他語系的諾斯特拉語系。然而，這些研究尚未受到廣泛認可。建立語系關係的重要資訊會隨著回溯時間的加深而變得更難以捉摸。語言學方法所能回溯的時間深度往往受限於（跨語言/語系）巧合性的詞彙相似及語群間的變異程度，一般認為其回溯上限約為一萬年。原始語言的斷代亦有相當的困難度；雖然有許多斷代方法（如語言年代學），但多僅能提供大概的結果。

## 共時與歷時
語言學中，共時（synchronic）指的是針對一個給定時間的語言現象進行研究，通常給定的時間點是現代（即現代共時語言研究），在針對歷史中某一特定時間點的語言形式進行共時分析亦是可行的。與之相對的為歷時（diachronic），探討的是隨時間發展的語言現象。歷史語言學所關心的即為歷時分析；然而，語言學其他次領域多專注於不同形式的共時分析。語言變化相關研究能針對語言表現狀態提供珍貴的見解，因為所有共時形式都是歷史演變所帶來的歷時變化結果，在解釋語言結構時仍需要關注歷時過程。
初始，所有的現代語言學都是側重於歷史的，甚至連對現代方言的研究也包含了對語源考求。直到索緒爾將語言學一分爲二，界定爲共時和歷時兩大區塊，奠定現代語言學的基礎格局。隨後語言學的重心便偏向了共時研究，而歷時語言現象則被定義成了多個共時階段的連續。索緒爾當初的界定方法也引起了支持與反對的聲浪。
在留聲機發明之前，純粹的共時語言學對任何歷史時期而言都是不可能存在的：書簡上固化了的語言總是滯後於口頭語言的發展，並且在現代出版系統通行之前，又總是很難精准地確定文獻的著作年代。社會語言學學者的研究表明，共時的語言狀態其內部也是不均勻的：年長者和年幼者話語習慣的差異暗示了語言變化的趨勢。共時多樣性理論的提出是語言學上的一大進步。

## 相關研究次領域

印歐語系譜系樹

### 比較語言學
比較語言學（原為比較語文學）作為歷史語言學的一個分支，其目標是確定語言間的歷史親緣關係；即是研究語言在語音、詞彙、文法上歷時變化的學科。
親緣關係即暗示著共同的來源或共同的祖語。比較語言學致力於重建語系、重建祖語以及說明現跡於文獻記載中的語言變化。為了區別重建形式和可證實形式（文字或實際語料），一般在記錄重建形式前面加上星號（*）標記。

### 語源學
語源學是研究詞彙歷史的學科：探討一個語言中的詞彙何時出現、從何而來以及詞彙的形式、意義如何隨時間改變。詞彙可能以借詞（取自其他語言）、混合原有詞彙元素的衍生變化、或是兩者兼具的音義匹配（如音義兼譯）等方式而出現。
而針對（在書寫形式上）具有悠久歷史的語言，語源學常借助語文學方法，即以文獻考察的方式來檢視詞彙如何在不同文化中隨時間演變。語源學家還應用比較語言學的方法來重建關於那些太古老而沒有直接資訊（如書寫）的語言。以比較法來分析相關語言，語言學家能以這種方式追溯到具文字紀錄以前的語言形式，如印歐語系的共同詞源。雖源於語文學傳統，但目前許多語源研究仍使用語言學方法以探察缺乏早期文獻的語系，如烏拉爾語系和南島語系。

### 方言學
方言學是以方言為主題的科學研究，方言，即具特定群體特徵的語言變體，主要與地理分佈及其相關特徵有關。方言學所著重的變異與社會語言學所強調因社會因素而建立的區別，以及歷史語言學所研究隨時間而產生的變異不同。方言學將此類主題視為來自共同祖語的兩種地方方言的分歧和共時變異。
方言學家關注與區域相對應的語法特徵。因此，他們通常會研究世居於特定地區而沒有遷移的人群，但有時也會研究某些移居他地的移民群體的語言使用。

## 相關議題
语言作为一种社会现象，语言会随着时间的推移而发生变化，这种发展变化有时会由于时间的积累和地理上的分割而分化为不同的方言，以及不同的语言。以语言的发展变化规律为研究对象的语言学，叫历史语言学。采用正视法（以文献考证为基础按时间顺序来叙述一种语言的历史）和回顾法（通过比较来重建一种语言）来研究问题。
對語言生物學起源的探討也是歷史語言學範疇之內的一個課題，一個一直被擱置的課題，因為大多數的語言學家都認為那實在是太過遙遠了，遙遠到甚至虛無飄渺，很難想像單靠著比照法，能從連綆短汲深都不足以形容的那點實在有限的歷史文獻中找到甚麼有價值的線索。其他一些技術，比如大宗語彙比較（Mass lexical comparison）似乎有可能成為克服比較語言學極限的解決之道，不過多數語學家都對它的可靠性持懷疑態度。
有很多個對種族的（特別是史前時期的）群集和遷徙的猜想都建立在歷史語言學發現的基礎之上。不過，通過將語言史與考古和遺傳學的實證相互參照，人們發現，以語言作為種族確認的依據有時候並不可靠。

## 代表性著作
- 洪堡特《論人類語言結構的差異及其對人類精神發展的影響》
- 安東尼·梅耶《歷史語言學中的比較方法》
- 房德里耶斯《語言論》
- 索緒爾《語言內部結構擬測》
- 庫利洛維奇《論內部擬測法》
- 拉波夫（英语：Labov）《語言變化理論的經驗基礎》
- 米爾羅伊（英语：James Milroy）《網絡分析》
- 王士元「聲調辨異屬性」《辞彙擴散理論》

## 延伸閱讀
- Karl Brugmann, Berthold Delbrück, Grundriss der vergleichenden Grammatik der indogermanischen Sprachen（1886-1916）。
- Theodora Bynon, Historical Linguistics（Cambridge University Press, 1977）ISBN 0-521-29188-7
- Henry M. Hoenigswald, Language change and linguistic reconstruction（Chicago: Univ. of Chicago Press 1960）。
- Richard D. Janda and Brian D. Joseph (Eds), The Handbook of Historical Linguistics（Blackwell, 2004）ISBN 1-4051-2747-3
- Roger Lass, Historical linguistics and language change.（Cambridge University Press, 1997）ISBN 0-521-45924-9
- Winfred P. Lehmann, Historical Linguistics: An Introduction (Second Edition)（Holt, 1973）ISBN 0-03-078370-4
- April McMahon, Understanding Language Change（Cambridge University Press, 1994）ISBN 0-521-44665-1
- James Milroy, Linguistic Variation and Change（Blackwell, 1992）ISBN 0-631-14367-X
- M.L. Samuels, Linguistic Evolution（Cambridge University Press, 1972）ISBN 0-521-29188-7
- R.L. Trask（ed.）, Dictionary of Historical and Comparative Linguistics （Fitzroy Dearborn, 2001）ISBN 1-57958-218-4
- August Schleicher: Compendium der vergleichenden Grammatik der indogermanischen Sprachen.（Kurzer Abriss der indogermanischen Ursprache, des Altindischen, Altiranischen, Altgriechischen, Altitalischen, Altkeltischen, Altslawischen, Litauischen und Altdeutschen.）（2 vols.）Weimar, H. Boehlau（1861/62）; reprinted by Minerva GmbH, Wissenschaftlicher Verlag, ISBN 3-8102-1071-4